# Tênis nos Jogos Olímpicos de Verão de 2020 - Duplas femininas
O torneio de duplas femininas de tênis nos Jogos Olímpicos de Verão de 2020 foi disputado entre 24 de julho e 1 de agosto de 2021 no Parque de Tênis de Ariake, localizado na ilha artificial de mesmo nome, no bairro de Koto, em Tóquio. Um total de 64 tenistas de 23 Comitês Olímpicos Nacionais (CON) participaram do evento.
Barbora Krejčíková e Kateřina Siniaková, da República Tcheca, derrotaram as suíças Belinda Bencic e Viktorija Golubic na final por 7–5, 6–1 para conquistar a medalha de ouro. Foi a primeira vitória da República Tcheca em duplas femininas e a terceira medalha consecutiva nesse evento. Na disputa pelo bronze, as brasileiras Laura Pigossi e Luisa Stefani derrotaram Veronika Kudermetova e Elena Vesnina, do ROC, por 4–6, 6–4, [11–9]. Foi a primeira medalha olímpica do tênis brasileiro.
Ekaterina Makarova e Vesnina foram as medalhistas de ouro em 2016, mas Makarova se aposentou do tênis em 2020. Vesnina tentou defender o título com Kudermetova, mas perdeu nas semifinais para Krejčíková e Siniaková.
Este torneio marcou a última aparição da ex-número 4 mundial Kiki Bertens, dos Países Baixos, antes de sua aposentadoria. Ela fez parceria com Demi Schuurs; no entanto, foram derrotadas nas oitavas de final para Kudermetova e Vesnina.

## Qualificação
Cada Comitê Olímpico Nacional (CON) poderia inscrever até duas duplas (quatro tenistas) no torneio. O número total de jogadoras femininas, tanto em simples como em duplas, para cada CON não poderia exceder seis. Foram 32 vagas totais para duplas (64 tenistas) no evento. A qualificação se baseou prioritariamente pelo ranking da WTA de 7 de junho de 2021.
Até 10 duplas foram selecionadas por meio do ranking individual de duplas. As 10 melhores jogadoras nesse ranking se classificaram automaticamente e poderiam selecionar qualquer parceira com classificação entre as 300 primeiras, tanto em simples quanto em duplas. Para preencher as demais vagas, o melhor ranking de simples ou duplas de uma competidora seria usado, com as duas classificações da dupla de tenistas sendo somadas para dar um ranking combinado, com as melhores classificações garantindo as vagas no torneio.
Assim que a cota de jogadoras fosse atingida, a prioridade seria dada a duplas com ambos os membros jogando em simples (com a classificação combinada usada para selecionar dentro desse grupo). No caso improvável de não se completar o preenchimento dos 32 pares, vagas adicionais seriam preenchidas com prioridade para duplas com um membro jogando em simples; finalmente, se as vagas ainda não fossem preenchidas, seria utilizada a classificação combinada de duplas sem jogadoras em simples.

## Formato
A competição consiste de um torneio de eliminação única, com os perdedores das semifinais disputando a medalha de bronze. As partidas são em melhor de três sets, com um desempate (tiebreak) sendo jogado em todos os sets ao chegar em 6–6, incluindo o último set da partida.

## Calendário
Horário local (UTC+9)
| Data                | Horário | Fase                |
| ------------------- | ------- | ------------------- |
| 24 de julho de 2021 | 11:00   | Primeira rodada     |
| 25 de julho de 2021 | 11:00   | Primeira rodada     |
| 26 de julho de 2021 | 11:00   | Oitavas de final    |
| 27 de julho de 2021 | 11:00   | Oitavas de final    |
| 28 de julho de 2021 | 11:00   | Quartas de final    |
| 29 de julho de 2021 | 15:00   | Semifinal           |
| 30 de julho de 2021 | 15:00   | Disputa pelo bronze |
| 1 de agosto de 2021 | 15:00   | Final               |

## Medalhistas
| Ouro   | CZE Barbora Krejčíková e Kateřina Siniaková |
| Prata  | SUI Belinda Bencic e Viktorija Golubic      |
| Bronze | BRA Laura Pigossi e Luisa Stefani           |

## Cabeças de chave
01.   CZE Barbora Krejčíková / CZE Kateřina Siniaková (campeãs, medalha de ouro)
02.   JPN Shuko Aoyama / JPN Ena Shibahara (primeira rodada)
03.   NED Kiki Bertens / NED Demi Schuurs (oitavas)
04.   USA Bethanie Mattek-Sands / USA Jessica Pegula (quartas)
05.   TPE Chan Hao-ching / TPE Latisha Chan (primeira rodada)
06.   AUS Ashleigh Barty / AUS Storm Sanders (quartas)
07.   CAN Gabriela Dabrowski / CAN Sharon Fichman (primeira rodada)
08.   USA Nicole Melichar / USA Alison Riske (primeira rodada)

## Resultados
A competição foi realizada ao longo de sete dias até a definição dos medalhistas:

### Legenda
| - Q = Qualifier - WC = Wild Card (convidado/a) - LL = Lucky Loser | - Alt = Alternate - SE = Special Exempt - PR = Protected Ranking (ranking protegido) | - w/o ou w.o. = Walkover (não compareceu) - r ou ab. = Retired (abandonou) - d = Defaulted (desclassificado) |

### Fase final
|  | Semifinal | Semifinal                                     | Semifinal                                | Semifinal | Semifinal |   |    | Final                                         | Final                               | Final               | Final               | Final               |
|  |           |                                               |                                          |           |           |   |    |                                               |                                     |                     |                     |                     |
|  | 1         | CZE Barbora Krejčíková CZE Kateřina Siniaková | 6                                        | 3         | [10]      |   |    |                                               |                                     |                     |                     |                     |
|  | PR        | ROC Veronika Kudermetova ROC Elena Vesnina    | 3                                        | 6         | [6]       |   |    |                                               |                                     |                     |                     |                     |
|  | PR        | ROC Veronika Kudermetova ROC Elena Vesnina    | 3                                        | 6         | [6]       |   | 1  | CZE Barbora Krejčíková CZE Kateřina Siniaková | 7                                   | 6                   |                     |                     |
|  |           |                                               |                                          |           |           |   | 1  | CZE Barbora Krejčíková CZE Kateřina Siniaková | 7                                   | 6                   |                     |                     |
|  |           |                                               | SUI Belinda Bencic SUI Viktorija Golubic | 5         | 1         |   |    |                                               |                                     |                     |                     |                     |
|  |           | BRA Laura Pigossi BRA Luisa Stefani           | SUI Belinda Bencic SUI Viktorija Golubic | 5         | 1         | 5 | 3  |                                               |                                     |                     |                     |                     |
|  |           | BRA Laura Pigossi BRA Luisa Stefani           |                                          |           |           | 5 | 3  |                                               |                                     |                     |                     |                     |
|  |           | SUI Belinda Bencic SUI Viktorija Golubic      | 7                                        | 6         |           |   |    | Disputa pelo bronze                           | Disputa pelo bronze                 | Disputa pelo bronze | Disputa pelo bronze | Disputa pelo bronze |
|  |           |                                               |                                          |           |           |   | PR | ROC Veronika Kudermetova ROC Elena Vesnina    | 6                                   | 4                   | [9]                 |                     |
|  |           |                                               |                                          |           |           |   |    |                                               | BRA Laura Pigossi BRA Luisa Stefani | 4                   | 6                   | [11]                |

### Chave superior
| Primeira rodada | Primeira rodada                   | Primeira rodada | Primeira rodada | Primeira rodada |  |     | Segunda rodada                    | Segunda rodada                   | Segunda rodada | Segunda rodada | Segunda rodada |  |  | Oitavas de final | Oitavas de final                 | Oitavas de final | Oitavas de final | Oitavas de final |  |  | Quartas de final | Quartas de final                 | Quartas de final | Quartas de final | Quartas de final |
|                 |                                   |                 |                 |                 |  |     |                                   |                                  |                |                |                |  |  |                  |                                  |                  |                  |                  |  |  |                  |                                  |                  |                  |                  |
| 1               | CZE B Krejčíková CZE K Siniaková  | 6               | 6               |                 |  |     |                                   |                                  |                |                |                |  |  |                  |                                  |                  |                  |                  |  |  |                  |                                  |                  |                  |                  |
|                 | TPE Y-c Hsieh TPE C-y Hsu         | 2               | 1               |                 |  |     | 1                                 | CZE B Krejčíková CZE K Siniaková | 6              | 5              | [10]           |  |  |                  |                                  |                  |                  |                  |  |  |                  |                                  |                  |                  |                  |
|                 | MEX G Olmos MEX R Zarazúa         | 2               | 7               | [7]             |  |     | ESP P Badosa ESP S Sorribes Tormo | 2                                | 7              | [5]            |                |  |  |                  |                                  |                  |                  |                  |  |  |                  |                                  |                  |                  |                  |
|                 | ESP P Badosa ESP S Sorribes Tormo | 6               | 64              | [10]            |  |     |                                   |                                  |                |                |                |  |  | 1                | CZE B Krejčíková CZE K Siniaková | 3                | 6                | [10]             |  |  |                  |                                  |                  |                  |                  |
|                 | CHN Y Xu CHN Z Yang               | 4               | 6               | [18]            |  |     |                                   |                                  |                |                |                |  |  | 6                | AUS A Barty AUS S Sanders        | 6                | 4                | [7]              |  |  |                  |                                  |                  |                  |                  |
|                 | SRB A Krunić SRB N Stojanović     | 6               | 4               | [16]            |  |     |                                   | CHN Y Xu CHN Z Yang              | 4              | 4              |                |  |  |                  |                                  |                  |                  |                  |  |  |                  |                                  |                  |                  |                  |
|                 | JPN N Hibino JPN M Ninomiya       | 1               | 2               |                 |  | 6   | AUS A Barty AUS S Sanders         | 6                                | 6              |                |                |  |  |                  |                                  |                  |                  |                  |  |  |                  |                                  |                  |                  |                  |
| 6               | AUS A Barty AUS S Sanders         | 6               | 6               |                 |  |     |                                   |                                  |                |                |                |  |  |                  |                                  |                  |                  |                  |  |  | 1                | CZE B Krejčíková CZE K Siniaková | 6                | 3                | [10]             |
| 3               | NED K Bertens NED D Schuurs       | 7               | 5               | [11]            |  |     |                                   |                                  |                |                |                |  |  |                  |                                  |                  |                  |                  |  |  | PR               | ROC V Kudermetova ROC E Vesnina  | 3                | 6                | [6]              |
|                 | FRA C Garcia FRA K Mladenovic     | 64              | 7               | [9]             |  |     | 3                                 | NED K Bertens NED D Schuurs      | 2              | 6              | [7]            |  |  |                  |                                  |                  |                  |                  |  |  |                  |                                  |                  |                  |                  |
| PR              | ROC V Kudermetova ROC E Vesnina   | 6               | 7               |                 |  | PR  | ROC V Kudermetova ROC E Vesnina   | 6                                | 3              | [10]           |                |  |  |                  |                                  |                  |                  |                  |  |  |                  |                                  |                  |                  |                  |
|                 | GER A-L Friedsam GER L Siegemund  | 2               | 5               |                 |  |     |                                   |                                  |                |                |                |  |  | PR               | ROC V Kudermetova ROC E Vesnina  | 6                | 6                |                  |  |  |                  |                                  |                  |                  |                  |
|                 | UKR L Kichenok UKR N Kichenok     | 0               | 7               | [10]            |  |     |                                   |                                  |                |                |                |  |  |                  | UKR L Kichenok UKR N Kichenok    | 2                | 1                |                  |  |  |                  |                                  |                  |                  |                  |
| PR              | IND S Mirza IND A Raina           | 6               | 60              | [8]             |  |     |                                   | UKR L Kichenok UKR N Kichenok    | 7              | 6              |                |  |  |                  |                                  |                  |                  |                  |  |  |                  |                                  |                  |                  |                  |
| Alt             | ITA S Errani ITA J Paolini        | 6               | 5               | [10]            |  | Alt | ITA S Errani ITA J Paolini        | 64                               | 2              |                |                |  |  |                  |                                  |                  |                  |                  |  |  |                  |                                  |                  |                  |                  |
| 8               | USA N Melichar USA A Riske        | 3               | 7               | [2]             |  |     |                                   |                                  |                |                |                |  |  |                  |                                  |                  |                  |                  |  |  |                  |                                  |                  |                  |                  |

### Chave inferior
| Primeira rodada | Primeira rodada                     | Primeira rodada | Primeira rodada | Primeira rodada |  |   | Segunda rodada                    | Segunda rodada                      | Segunda rodada | Segunda rodada | Segunda rodada |  |  | Oitavas de final | Oitavas de final                | Oitavas de final | Oitavas de final | Oitavas de final |  |  | Quartas de final | Quartas de final            | Quartas de final | Quartas de final | Quartas de final |
|                 |                                     |                 |                 |                 |  |   |                                   |                                     |                |                |                |  |  |                  |                                 |                  |                  |                  |  |  |                  |                             |                  |                  |                  |
| 7               | CAN G Dabrowski CAN S Fichman       | 63              | 4               |                 |  |   |                                   |                                     |                |                |                |  |  |                  |                                 |                  |                  |                  |  |  |                  |                             |                  |                  |                  |
|                 | BRA L Pigossi BRA L Stefani         | 7               | 6               |                 |  |   |                                   | BRA L Pigossi BRA L Stefani         | 2              | 6              | [13]           |  |  |                  |                                 |                  |                  |                  |  |  |                  |                             |                  |                  |                  |
|                 | CZE Ka Plíšková CZE M Vondroušová   | 6               | 6               |                 |  |   | CZE Ka Plíšková CZE M Vondroušová | 6                                   | 4              | [11]           |                |  |  |                  |                                 |                  |                  |                  |  |  |                  |                             |                  |                  |                  |
|                 | CHN Y Duan CHN S Zheng              | 2               | 1               |                 |  |   |                                   |                                     |                |                |                |  |  |                  | BRA L Pigossi BRA L Stefani     | 1                | 6                | [10]             |  |  |                  |                             |                  |                  |                  |
|                 | FRA A Cornet FRA F Ferro            | 6               | 6               |                 |  |   |                                   |                                     |                |                |                |  |  | 4                | USA B Mattek-Sands USA J Pegula | 6                | 3                | [6]              |  |  |                  |                             |                  |                  |                  |
|                 | UKR E Svitolina UKR D Yastremska    | 2               | 4               |                 |  |   |                                   | FRA A Cornet FRA F Ferro            | 1              | 4              |                |  |  |                  |                                 |                  |                  |                  |  |  |                  |                             |                  |                  |                  |
|                 | POL M Linette POL A Rosolska        | 1               | 3               |                 |  | 4 | USA B Mattek-Sands USA J Pegula   | 6                                   | 6              |                |                |  |  |                  |                                 |                  |                  |                  |  |  |                  |                             |                  |                  |                  |
| 4               | USA B Mattek-Sands USA J Pegula     | 6               | 6               |                 |  |   |                                   |                                     |                |                |                |  |  |                  |                                 |                  |                  |                  |  |  |                  | BRA L Pigossi BRA L Stefani | 5                | 3                |                  |
| 5               | TPE H-c Chan TPE L Chan             | 5               | 6               | [6]             |  |   |                                   |                                     |                |                |                |  |  |                  |                                 |                  |                  |                  |  |  |                  | SUI B Bencic SUI V Golubic  | 7                | 6                |                  |
|                 | ROU M Niculescu ROU R Olaru         | 7               | 1               | [10]            |  |   |                                   | ROU M Niculescu ROU R Olaru         | 63             | 5              |                |  |  |                  |                                 |                  |                  |                  |  |  |                  |                             |                  |                  |                  |
|                 | AUS E Perez AUS S Stosur            | 4               | 6               | [10]            |  |   | AUS E Perez AUS S Stosur          | 7                                   | 7              |                |                |  |  |                  |                                 |                  |                  |                  |  |  |                  |                             |                  |                  |                  |
|                 | LAT J Ostapenko LAT A Sevastova     | 6               | 1               | [5]             |  |   |                                   |                                     |                |                |                |  |  |                  | AUS E Perez AUS S Stosur        | 4                | 4                |                  |  |  |                  |                             |                  |                  |                  |
| PR              | ESP G Muguruza ESP C Suárez Navarro | 6               | 7               |                 |  |   |                                   |                                     |                |                |                |  |  |                  | SUI B Bencic SUI V Golubic      | 6                | 6                |                  |  |  |                  |                             |                  |                  |                  |
|                 | BEL E Mertens BEL A Van Uytvanck    | 3               | 64              |                 |  |   | PR                                | ESP G Muguruza ESP C Suárez Navarro | 6              | 1              | [9]            |  |  |                  |                                 |                  |                  |                  |  |  |                  |                             |                  |                  |                  |
|                 | SUI B Bencic SUI V Golubic          | 6               | 65              | [10]            |  |   | SUI B Bencic SUI V Golubic        | 3                                   | 6              | [11]           |                |  |  |                  |                                 |                  |                  |                  |  |  |                  |                             |                  |                  |                  |
| 2/ITF           | JPN S Aoyama JPN E Shibahara        | 4               | 7               | [5]             |  |   |                                   |                                     |                |                |                |  |  |                  |                                 |                  |                  |                  |  |  |                  |                             |                  |                  |                  |